# 58 pr. n. št.
58 pr. n. št. je bilo leto predjulijanskega rimskega koledarja. V rimskem svetu je bilo znano kot leto sokonzulstva Pisa in Gabinija, pa tudi kot leto 696 ab urbe condita.
Oznaka 58 pr. Kr. oz. 58 AC (Ante Christum, »pred Kristusom«), zdaj posodobljeno v 58 pr. n. št., se uporablja od srednjega veka, ko se je uveljavilo številčenje po sistemu Anno Domini.

## Dogodki
- Ciper postane rimska provinca
- začetek Cezarjevih galskih vojn
- prvo leto dobe Vikram Samvat v Indiji

## Rojstva
- Livija Druzila, žena rimskega cesarja Avgusta († 29)